# سیارک ۱۰۰۷
سیارک ۱۰۰۷ (به انگلیسی: 1007 Pawlowia، نامگذاری:1923OX) هزار و هفتمین سیارک کشف شده‌است که در ۵ اکتبر ۱۹۲۳ و در رصدخانه سایمیز کشف شد.
قدر مطلق سیارک برابر ۱۱٫۵۰ است.